# PlayStation 5
PlayStation 5 (скраћено PS5, транскр.  Плејстејшн 5), играчка конзола компаније Sony Interactive Entertainment. Најављена је 2019. године као наследник конзоле PlayStation 4. Званично је представљен јавности 12. новембра 2020. у Северној Америци, Океанији, Јапану и Јужној Кореји, а у већем делу света 19. новембра 2020. године.
Априла 2019, Сонијев водећи архитекта Марк Керни открио је информације о тада „неименованом” наследнику конзоле PlayStation 4. PlayStation 5 ће садржати специјализовани SSD, прилагођени AMD GPU способан за праћење зрака (енгл. ray tracing), повратну компатибилност (енгл. backward compatibility), за већину PlayStation 4 и PlayStation VR игара, и подршку како дигиталних тако и игара на диску.

## Техничке спецификације
- CPU са 8x Zen 2 језгрима @ 3,5 GHz;
- GPU од 10,28 TFLOP-a, 36 CU-а @ 2,23 GHz;
- Прилагођена RDNA 2 GPU архитектура;
- Меморија: 16 GB GDDR6, 256-битни интерфејс, меморијски проток 448 GB/s;
- 825GB SSD +  NVMe SSD слот за проширење складишта;
- I/O проток од 5,5GB/s (Raw), обично 8—9GB/s (Compressed);
- Подршка за USB HDD;
- 4K UHD Blu-ray Drive.